# Torfowisko Wieliszewo 2
Torfowisko Wieliszewo 2 – użytek ekologiczny w województwie pomorskim, w powiecie słupskim, w gminie Potęgowo, w obrębie ewidencyjnym Malczkówko, około 3 km na południowy zachód w linii prostej od zabudowań tejże wsi oraz około 1,1 km na południe od wsi Wieliszewo, na obszarze Wysoczyzny Damnickiej, utworzony dnia 1 lipca 2008 na mocy Uchwała Nr XIX/128/2008 Rady Gminy Potęgowo z dnia 29 lutego 2008 r. w sprawie ustanowienia użytków ekologicznych. Całkowita powierzchnia użytku wynosi 1,39 ha.
Przedmiotem ochrony jest torfowisko wysokie porośnięte młodym borem bagiennym (siedlisko przyrodnicze 7110 – torfowiska wysokie z roślinnością torfotwórczą (żywe)), będące częścią kompleksu torfowisk wysokich typu bałtyckiego „Torfowisko Wieliszewo”, które z kolei jest częścią torfowiska „Wieliszewskie Bagna” o łącznej powierzchni 133,70 ha.

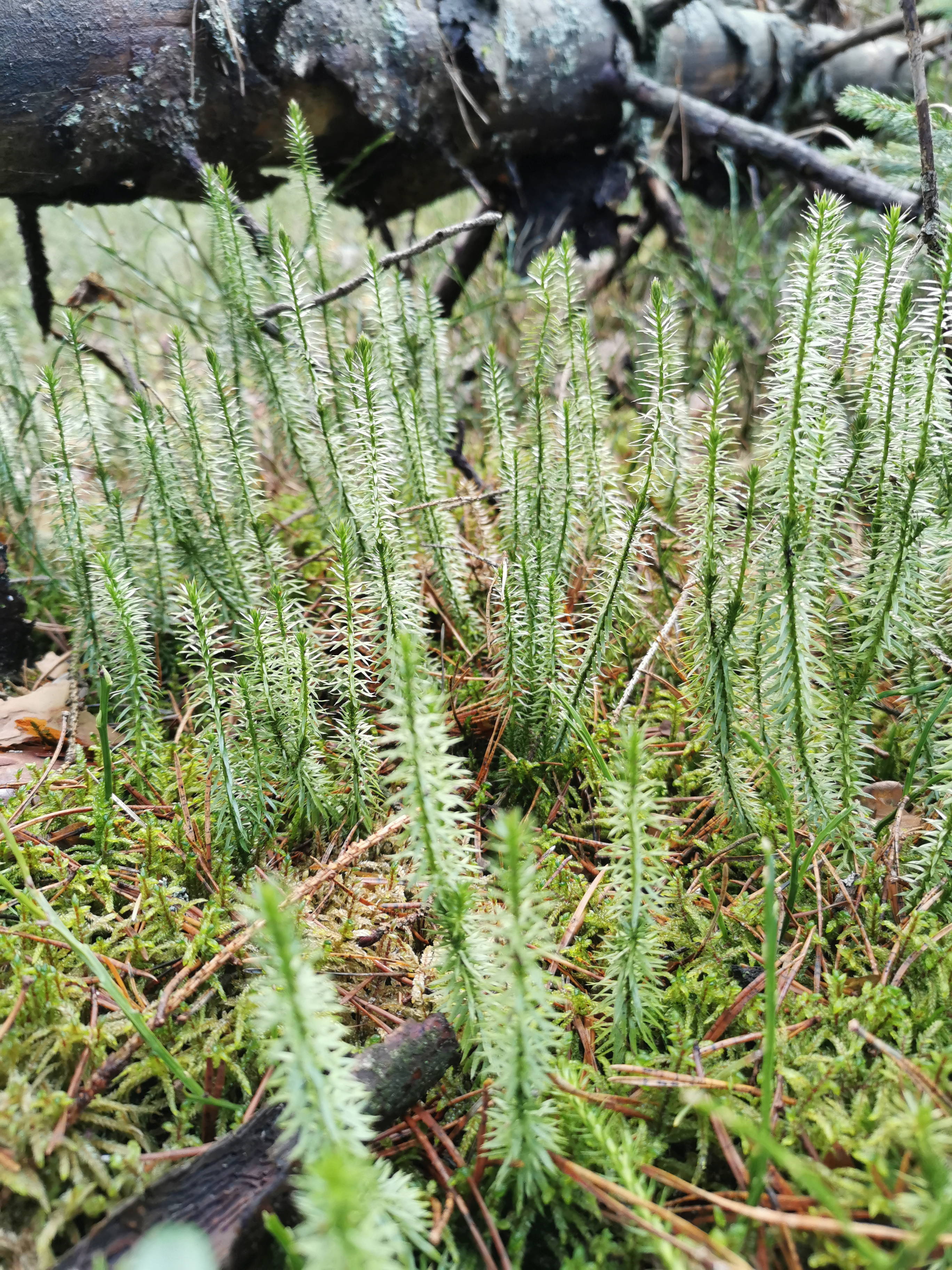
widłak jałowcowaty Lycopodium annotinum w obszarze użytku

W obszarze użytku stwierdzono występowanie – rosiczki okrągłolistnej (Drosera rotundifolia), wrzośca bagiennego (Erica tetralix), bagna zwyczajnego (Rhododendron tomentosum), wełnianki pochwowatej (Eriophorum vaginatum) oraz borówki bagiennej (Vaccinium uliginosum). Wśród drzew rosnących na torfowisku dominują sosny zwyczajne (Pinus sylvestris), świerki pospolite (Picea abies) i brzozy brodawkowate (Betula pendula).
Właścicielem gruntu jest Skarb Państwa, zarządcą „Lasy Państwowe” Nadleśnictwo Łupawa – w obszarze leśnictwa Podole Małe. W bezpośrednim sąsiedztwie „Torfowiska Wieliszewo 2” położone są „Torfowisko Wieliszewo 3” i „Torfowisko Wieliszewo 4”. Około 100 m na wschód leży „Torfowisko Wieliszewo 1”.